# Nhà nước Mới (Bồ Đào Nha)
Nhà nước Mới (tiếng Bồ Đào Nha: Estado Novo, phát âm tiếng Bồ Đào Nha: [(ɨ)ʃˈtadu, -ðu ˈnovu]) là chế độ chính trị theo chủ nghĩa xã đoàn của Bồ Đào Nha từ năm 1933 đến năm 1974. Tiền thân của Nhà nước Mới là nền Độc tài Quốc gia, được thành lập sau khi cuộc đảo chính ngày 28 tháng 5 năm 1926 lật đổ Đệ nhất Cộng hòa. António de Oliveira Salazar là lãnh tụ của Nhà nước Mới từ năm 1932 đến 1968. Giới sử học gọi chung chế độ Nhà nước Mới và nền Độc tài Quốc gia là Đệ nhị Cộng hòa Bồ Đào Nha.
Nhà nước Mới là một trong những chế độ độc tài sống lâu nhất châu Âu. Bản chất của Nhà nước Mới là bảo thủ Công giáo, chủ nghĩa dân tộc và chủ nghĩa xã đoàn. Nhà nước Mới chống các chủ trương cấp tiến, như chủ nghĩa cộng sản, chủ nghĩa xã hội, chủ nghĩa vô trị, chủ nghĩa tự do và chủ nghĩa chống thực dân. Quốc sách của Nhà nước Mới là duy trì đế quốc của Bồ Đào Nha, có diện tích tổng cộng 2,168,071 km². Nhà nước Mới chủ trương Bồ Đào Nha là nước đa lục địa, tức là Angola, Mozambique và các lãnh thổ Bồ Đào Nha khác đều là một phần của nước mẹ, Bồ Đào Nha có sứ mệnh giáo hóa người dân ở các thuộc địa châu Á, châu Phi. Các đế quốc khác đã chịu theo làn gió quốc tế tự quyết, độc lập. Sau Chiến tranh thế giới thứ hai, Nhà nước Mới bị hầu hết cộng đồng quốc tế công kích do không chịu từ bỏ các thuộc địa.
Năm 1955, Bồ Đào Nha gia nhập Liên Hợp Quốc. Bồ Đào Nha là thành viên sáng lập của NATO, Tổ chức Hợp tác và Phát triển kinh tế và Hiệp hội Mậu dịch tự do châu Âu. Năm 1968, Marcello Caetano được bổ nhiệm làm thủ tướng thay thế cho Salazar. Bồ Đào Nha tiếp tục chính sách hội nhập kinh tế với châu Âu, ký hiệp định mậu dịch tự do với Cộng đồng Kinh tế châu Âu vào năm 1972.
Cuối thập niên 50, Bồ Đào Nha đã xóa nạn mù chữ trẻ em tuổi đi học. Từ năm 1950 tới năm 1970, GDP bình quân đầu người tăng trung bình 5.7% mỗi năm. Năm 1960, GDP bình quân đầu người của Bồ Đào Nha chỉ bằng 38% trung bình Cộng đồng châu Âu. Năm 1968, GDP bình quân đầu người đã lên tới 48%. Năm 1973, GDP bình quân đầu người bằng 56.4% trung bình Cộng đồng châu Âu. Nhìn chung, nền kinh tế Bồ Đào Nha phục hồi chút ít cho đến năm 1950, rồi tăng trưởng mạnh, bắt đầu tiến kịp các nước giàu nhất Tây Âu. Tuy nhiên, Bồ Đào Nha vẫn có GDP bình quân đầu người thấp nhất Tây Âu, tỷ lệ chết có thể phòng ngừa và tỷ lệ tử vong trẻ sơ sinh cao nhất ở châu Âu. Ngày 25 tháng 4 năm 1974, một nhóm sĩ quan cấp tiến ở Lisboa gây binh biến lật đổ Nhà nước Mới.

## Bối cảnh
Cuối thế kỷ 19, Vua Bồ Đào Nha Carlos I ký kết các điều ước để ổn định tình hình ở các thuộc địa châu Phi của Bồ Đào Nha. Tuy nhiên, dư luận trong nước cho rằng các điều ước phương hại quyền lợi quốc gia. Bồ Đào Nha bị phá sản hai lần, đầu tiên vào ngày 14 tháng 6 năm 1892 và lần nữa vào ngày 10 tháng 5 năm 1902, gây đình công trong công nghiệp, thù hằn từ phe xã hội chủ nghĩa, phe cộng hòa và khiến cho báo chí chỉ trích chế độ quân chủ. Carlos I ra đối sách bổ nhiệm Joãs Franco làm thủ tướng và sau chấp nhận Quốc hội giải tán. Năm 1908, Carlos I bị phần tử cộng hòa ám sát ở Lisboa. Chế độ quân chủ cáo chung vào ngày 5 tháng 10 năm 1910: cuộc cách mạng thành lập nền cộng hòa đầu tiên của Bồ Đào Nha. Từ năm 1910 tới năm 1926, Đệ nhất Cộng hòa cố duy trì nền dân chủ cộng hòa đại nghị.
Ngày 28 tháng 5 năm 1926, Đệ nhất Cộng hòa bị quân đội lật đổ. Quân đội thành lập nền Độc tài Quốc gia, là tiền thân của Nhà nước Mới. António de Oliveira Salazar thành lập chế độ Nhà nước Mới bởi vì chủ nghĩa phát xít đang thịnh ở nhiều nước như Ý và Đức mà chống cộng. Tính chính danh của Nhà nước Mới là sự ổn định so với sự bất ổn của nền Đệ nhất Cộng hòa.
Vài học giả người Bồ Đào Nha nhận định, chính sách của Salazar ổn định tình hình chính trị, tài chính, lập lại nền trị an và giúp tăng trưởng kinh tế. Đối với người dân, đây có vẻ là sự đột phá ấn tượng và Salazar đươc người dân cưc kỳ ủng hộ. Salazar phản đối chủ nghĩa cộng sản, chủ nghĩa xã hội và chủ nghĩa tự do. Ông theo Công giáo, bảo thủ và chủ nghĩa dân tộc. Chính sách lớn của Nhà nước Mới là duy trì đế quốc đa châu của Bồ Đào Nha, tự chủ tài chính, độc lập chính trị và khai hóa, giữ ổn định các thuộc địa ở châu Phi và châu Á.

## Lịch sử
Nguyên lý chính trị của Nhà nước Mới là giáo huấn xã hội của Giáo hội Công giáo, giống như chính quyền Englbert Dollfuss đương thời ở Áo. Chế độ kinh tế của Nhà nước Mới lấy xã đoàn làm trung tâm theo những thông điệp của giáo hoàng như Rerum novarum và Quadragesimo anno, mục đích là phòng ngừa xung độ giai cấp và ưu tiên các giá trị xã hội hơn các vấn đề kinh tế. Giáo hội Công giáo dạy rằng hiệp hội lao động là một phần của trật tự thiên nhiên như gia đình, cho nên mọi người đều vốn có quyền làm việc và thành lập công đoàn, chủ hay nhà nước không được tước đoạt. Giáo hội ủng hộ thành lập chế độ xã hội theo xã đoàn.
Tân hiến pháp được một nhóm luật sư, doanh nhân, giáo sĩ và giáo sư soạn thảo dưới sự chỉ đạo của Salazar, có Marcelo Caetano đóng vai trò quan trọng. Nhà nước Mới là chế độ chính trị bảo vệ quyền lợi xã đoàn thay vì cá nhân. Quyền lợi quốc gia được ưu tiên so với lợi ích riêng biệt. Người dân do các xã đoàn thay mặt, không phải các đảng phái, bởi vì Salazar cho rằng chế độ đa đảng đã thất bại hoàn toàn ở Bồ Đào Nha.
Tuy nhiên, trái với Mussolini và Hitler, Salazar không hề có ý định thành lập chế độ đảng trị. Ổng phản đối khái niệm đảng phái. Tuy chỉ Liên minh Toàn quốc được hoạt động hợp pháp, chủ đích của Liên minh Toàn quốc là kiểm soát dư luận thay vì kích động dư luận. Bộ trưởng, nhà ngoại giao và công chức không bị ép phải gia nhập Liên minh Toàn quốc.
Howard Wiarda nhận xét, "giới lãnh đạo của Nhà nước Mới thật lòng quan tâm về sự nghèo nàn và lạc hậu của Bồ Đào Nha. Họ muốn cắt đứt ảnh hưởng chính trị của Anh và Hoa Kỳ mà xây dựng chế độ chính trị bản xứ, cải thiện đời sống khổ sở của người nghèo thành thị lẫn nông thôn."
Tân hiến pháp của Salazar tồn tại tới năm 1974. Tổng thống do nhân dân bầu, nhiệm kỳ bảy năm. Tổng thống có quyền hạn rộng lớn, gần như độc tài, bao gồm quyền bổ nhiệm, cách chức thủ tướng. Tổng thống là người phân xử tối cao của chính trị quốc gia. Tuy nhiên, Tổng thống Carmona cho phép Salazar tự do hành động sau khi bổ nhiệm. Carmona và các hậu nhiệm chủ yếu là bù nhìn, trong khi Salazar nắm thực quyền. Wiarda cho rằng Salazar lên nắm quyền được không chỉ nhờ hiến pháp mà còn nhờ nhân cách: độc đoán, đầy tham vọng, cần cù và thông minh tuyệt đỉnh. Quốc hội là cơ quan lập pháp. Chỉ thành viên Liên minh Toàn quốc được vào Quốc hội. Phạm vi làm luật của Quốc hội không được tác động tới ngân sách nhà nước. Viện Xã đoàn gồm đại biểu các thành phố, các tổ chức tôn giáo, văn hóa, nghề nghiệp và các nghiệp đoàn nhà nước.
Hiến pháp được phê chuẩn trong cuộc trưng cầu ý dân vào ngày 19 tháng 3 năm 1933. Dự thảo hiến pháp được công bố một năm trước và người dân được mời góp ý kiến cho báo chí, nhưng ý kiến phản đối thường khá chung chung. 99.5% số phiếu tán thành phê chuẩn hiến pháp, chỉ ít hơn 6,000 người bỏ phiếu chống, nhưng có 488,840 người không đi bỏ phiếu mà vẫn tính là tán thành (danh sách cử tri có 1,330,258 người). Hugh Kay lập luận rằng số người không đi bỏ phiếu lớn có thể là do chỉ được tán thành hoặc không tán thành toàn bộ hiến pháp mà không được biểu quyết từng điều khoản. Phụ nữ lần đầu tiên được đi bỏ phiếu ở Bồ Đào Nha, tuy phải tốt nghiệp trung học, trong khi đàn ông thì chỉ cần biết đọc viết. Nền Đệ nhất Cộng hòa không cho phụ nữ quyền bầu cử, bất kể nỗ lực của phong trào nữ quyền.
Năm 1933, chính quyền thành lập chế độ bảo hiểm xã hội toàn diện theo chủ nghĩa xã đoàn, vừa chống chủ nghĩa tư bản vừa chống xã hội chủ nghĩa. Giai cấp lao động bị xã đoàn hóa, doanh nghiệp chịu quy định pháp luật chặt chẽ. Tuy các tổ chức người lao động phải chịu sự kiểm soát của nhà nước, nhưng người lao động lần đầu tiên được công nhận quyền lợi và được hưởng các chế độ bảo hiểm xã hội. Tuy nhiên, các tổ chức xã đoàn không phải là trung tâm quyền lực, cho nên chủ nghĩa xã đoàn chưa phải là nền tảng chân chính của chế độ.
Năm 1934, chính quyền nghiền nát Phong trào Nghiệp đoàn Toàn quốc và đày Francisco Rolão Preto, lãnh tụ của phong trào đi lưu vong. Salazar chỉ trích tính ngoại lai của phong trào (ám chỉ chủ nghĩa quốc xã) và "sự tâng bốc thanh niên, sự sùng bái vũ lực, sự suy tôn quyền lực nhà nước trong đời sống xã hội và xu hướng tập hợp quần chúng quanh một lãnh đạo" là sự khác biệt cơ bản giữa chủ nghĩa phát xít và chủ nghĩa xã đoàn Công giáo của Nhà nước Mới. Liên minh Toàn quốc của Salazar là tổ chức bao mặt trận của chế độ, cho nên không có chủ trương riêng với chế độ. Bấy giờ, nhiều nước châu Âu lo sợ tiềm năng hủy diệt của chủ nghĩa cộng sản. Salazar không chỉ cấm các đảng theo chủ nghĩa Marx, mà còn cấm luôn các đảng phát xít-nghiệp đoàn. Chế độ bị chỉ trích nhiều nhất là vi phạm quyền con người, quyền công dân để duy trì sự ổn định.
Nhà nước Mới có những điểm giống với chính quyền phát xít Ý của Benito Mussolini, nhưng khác hẳn về nền tảng lý luận. Tuy ngưỡng mộ Mussolini, Salazar phản đối sự độc tài phát xít là chế độ phản Công giáo, vi phạm cả pháp lý lẫn luân lý. Ông cũng coi chủ nghĩa quốc xã là có các yếu tố ngoại đạo. Trước Chiến tranh thế giới thứ hai, Salazar tuyên bố: "Chúng tôi phản đối mọi hình thức chủ nghĩa quốc tế, chủ nghĩa cộng sản, chủ nghĩa xã hội, chủ nghĩa nghiệp đoàn và bất cứ thứ gì có thể chia rẽ, giảm thiểu hay tiêu hủy gia đình. Chúng tôi chống chiến tranh giai cấp, chủ nghĩa vô thần và sự bất trung với nước; chống chế độ nông nô, nhân sinh quan duy vật và võ đoán". Bề ngoài thì Nhà nước Mới có nhiều tổ chức phát xít, nhưng các tổ chức này không sở hữu thế lực chính trị. Sau cuộc Nội chiến Tây Ban Nha, Salazar thanh trừ các thành phần phát xít khỏi chế độ để tranh thủ Anh.

### Chiến tranh thế giới thứ hai
Bồ Đào Nha chính thức trung lập trong cuộc Nội chiến Tây Ban Nha (1936-39), nhưng âm thầm trợ giúp phe của Francisco Franco. Trong Chiến tranh thế giới thứ hai, Bồ Đào Nha giữ chính sách trung lập để tránh bị Đức xâm lược. Ban đầu, chế độ tỏ đồng cảm với phe Trục, như Salazar tán thành Chiến dịch Barbarossa xâm lược Liên Xô của Đức. Tuy nhiên, đây có thể là vì lập trường chống cộng của Salazar chứ không phải vì thật lòng ủng hộ Hitler. Từ năm 1943 trở đi, Bồ Đào Nha ngả về khối Đồng minh. Bồ Đào Nha chịu cho thuê căn cứ không quân ở Azores do bị khối Đồng minh dọa xâm lược nếu không chấp nhận yêu cầu. Nhờ chính thức trung lập nên Bồ Đào Nha được buôn bán với cả hai bên, chỉ phải ngưng bán tungsten và cao su cho Đức vào năm 1944 sau khi khối Đồng minh gây sức ép. Lisboa là căn cứ cho Hội Chữ thập đỏ Quốc tế hoạt động giúp đỡ các tù binh Đồng minh và là điểm trung chuyển chính giữa Anh và Hoa Kỳ.
Năm 1942, quân Úc chiếm đóng Timor thuộc Bồ Đào Nha, nhưng sớm bị quân Nhật áp đảo. Bồ Đào Nha giành lại được kiểm soát Đông Timor sau khi Nhật Bản đầu hàng vào năm 1945.

### Sau Chiến tranh thế giới thứ hai
Sau Chiến tranh thế giới thứ hai, chế độ kinh tế xã đoàn ngày càng lạc hậu, nhưng Salazar tiếp tục cố chấp mà đình trệ sự phát triển kinh tế lâu dài của Bồ Đào Nha. Salazar cho phép mở rộng tự do một phần. Phe đối lập được tổ chức hợp pháp, báo chí được tự do hơn. Tuy nhiên, các đảng đối lập vẫn bị nhà nước điều khiển, hạn chế và thao túng, cho nên không có một phe đối lập thống nhất. Năm 1945, Salazar cho phép thành lập Phong trào Đoàn kết Dân chủ. Phong trào Đoàn kết Dân chủ tẩy chay cuộc bầu cử ngày 18 tháng 11 năm 1945, Salazar thắng cử. Năm 1949, Bồ Đào Nha trở thành một thành viên sáng lập của NATO.
Năm 1951, Tổng thống Óscar Carmona qua đời sau 25 năm tại chức, được Francisco Craveiro Lopes kế nhiệm. Lopes không chịu cho Salazar toàn quyền hành động như Carmona và Salazar bị buộc phải từ chức vào năm 1958. Trong cuộc bầu cử tổng thống năm 1958, Bộ trưởng Hải quân Américo Tomás, là ứng cứ viên của chính quyền đắc cử 52.6% số phiêu bầu, Tướng Humberto Delgado là ứng cử viên đối lập là chỉ giành được 25% số phiếu bầu. Chẳng mấy ai nghĩ rằng cuộc bầu cử tự do và công bằng và sau này lộ ra bằng chứng rằng chính quyền đã nhồi thùng phiếu bằng phiếu bầu cho Tomás. Nguyên nhân là Delgao đã trả lời phóng viên rằng ông sẽ cách chức Salazar nếu đắc cử, biết rõ rằng quyền cách chức thủ tướng của tổng thống là giới hạn duy nhất đối với quyền lực của Salazar. Các cuộc mít-tinh của Delgado thu hút đám đông lớn. Sau cuộc bầu cử, Delgado bị tước quân hàm và phải xin tị nạn ở đại sứ quán Brasil trước khi trốn ra nước ngoài. Ông dành nhiều thời gian ở Brasil, sau ở Algeria. Để đề phòng khả năng phe đối lập đắc cử tổng thống vào năm 1965, Salazar bỏ bầu cử trực tiếp, ra quy định mới rằng tổng thống do Quốc hội bầu.
Ngày 23 tháng 1 năm 1961, sĩ quan Henrique Galvão chỉ huy vụ cướp tàu hành khách Santa Maria. Galvão có ý định lái tàu đến Angola để thành lập chính quyền đối lập ở Luanda. Về mặt tuyên truyền chống chế độ thì Galvão thành công, tuy một người chết. Galvão thả các hành khách để được tị nạn chính trị ở Brasil.
Năm 1962, chính quyền vì lo sợ tư tưởng dân chủ và cộng sản ngày càng phổ biến trong giới sinh viên mà bắt đầu trấn áp các phong trào sinh viên. Một vài hội sinh viên bị giải tán. Hầu hết các hội viên đều ủng hộ phe đối lập, sẵn sàng dùng vũ lực, có nhiều hội viên theo cộng sản. Các nhà hoạt động chống chính quyền hay bị mật thám điều tra, bắt bớ. Tùy theo mức độ nghiêm trọng của tội mà sinh viên hoặc bị bỏ tù hoặc bị chuyển tới trường đại học khác để phá vỡ mạng lưới đối lập và cơ cấu lãnh đạo. Giới sinh viên biểu tình đáp trả, có Đảng Cộng sản Bồ Đào Nha bí mật ủng hộ mạnh. Ngày 24 tháng 3, sinh viên tổ chức các cuộc biểu tình lớn ở Lisboa, bị cảnh sát cơ động trấn áp dữ dội. Marcelo Caeano, vị hiệu trưởng Đại học Lisboa từ chức.
Hàng trăm nghìn người Bồ Đào Nha ra nước ngoài mỗi năm để tìm việc làm ở nước ngoài mà trốn quân dịch ở các thuộc địa của Bồ Đào Nha. Trong hơn 15 năm, gần một triệu người định cư ở Pháp, một triệu người định cư ở Hoa Kỳ, hàng trăm nghìn người định cư ở Đức, Thụy Sĩ, Anh, Luxembourg, Venezuela và Brasil. Những đảng bị chính quyền giải thể được tái lập ở nước ngoài, như Đảng Xã hội chủ nghĩa. Chỉ có Đảng Cộng sản Bồ Đào Nha tiếp tục hoạt động bí mật trong nước.
Năm 1964, Delgado thành lập Mặt trận Dân tộc Giải phóng Bồ Đào Nha ở Roma, tuyên bố chỉ binh biến mới lật đổ được Nhà nước Mới. Nhiều người khác kêu gọi khởi nghĩa toàn quốc. Delgado và thư ký người Brasil của ông, Arajaryr Moreira de Campos bị mật thám Bồ Đào Nha ám sát vào ngày 13 tháng 2 năm 1965 ở Tây Ban Nha.
Vài học giả bảo thủ người Bồ Đào Nha nhận định, chính sách của Salazar ổn định tình hình chính trị, tài chính, lập lại nền trị an xã hội và giúp phát triển kinh tế sau thời kỳ bất ổn, hỗn loạn của nền Đệ nhất Cộng hòa. Những nhà sử học khác thì chỉ ra rằng chính sách từ thập niên 1930 đến thập niên 1950 dẫn đến đình trệ kinh tế, xã hội và chảy máu chất xám tràn lan, biến Bồ Đào Nha thành một trong những nước nghèo nhất ở châu Âu, có tỷ lệ mù chữ cao hơn các nước láng giềng ở Bắc Bán cầu.
Năm 1968, Salazar bị đột quỵ. Vì xét rằng Salazar gần đất xa trời nên Tomás bổ nhiệm Marcelo Caetano làm thủ tướng mà không báo ông biết. Salazar mất năm 1970 tin rằng mình vẫn là thủ tướng. Nhiều người mong Caetano sẽ cải cách chế độ một phần và hiện đại hóa nền kinh tế. Caetano thi hành các chính sách thúc đẩy tăng trưởng kinh tế và tăng bảo hiểm xã hội, như cấp lương hưu cho người lao động nông thôn không có cơ hội tham gia đóng bảo hiểm xã hội. Vài dự án quy mô toàn quốc được khởi công, như nhà máy lọc dầu lớn ở Sines. Ban đầu, nền kinh tế tăng trưởng tích cực, nhưng vài vấn đề nghiêm trọng nổi lên vào thập niên 1970, một phần do lạm phát phi mã và hậu quả của khủng hoảng dầu mỏ năm 1973. Tuy nhiên, khủng hoảng dầu mỏ có thể đã có lợi cho Bồ Đào Nha bởi chính quyền đang nhanh chóng khai thác các trữ lượng dầu chưa khai thác ở Angola và São Tomé và Príncipe.
Tuy Caetano cơ bản ủng hộ chế độ độc tài, nhưng có vài chính sách để mở rộng tự do. Ông tăng tự do ngôn luận, báo chí chút ít. Tuy nhiên, một bộ phận lớn người dân vẫn bất mãn đối với chế độ do được sinh ra sau thời kỳ bất ổn của nền Đệ nhất Cộng hòa và cũng thất vọng rằng Caetano không chịu cho đa đảng tranh cử. Trong cuộc bầu cử Quốc hội năm 1969 và năm 1973, Liên minh Toàn quốc chiếm được mọi ghế theo thường lệ. Các ứng cử viên đối lập đều bị đàn áp dã man. Cải cách thì ít mà Caetano thì phải kiệt lực vận động thuyết phục phe bảo thủ, nhất là Tomás. Caetano không được Tomás cho toàn quyền làm chính sách như Salazar. Năm 1973, Tomás và các phần tử bảo thủ khác trong chính quyền cho dừng cải cách.

## Kinh tế

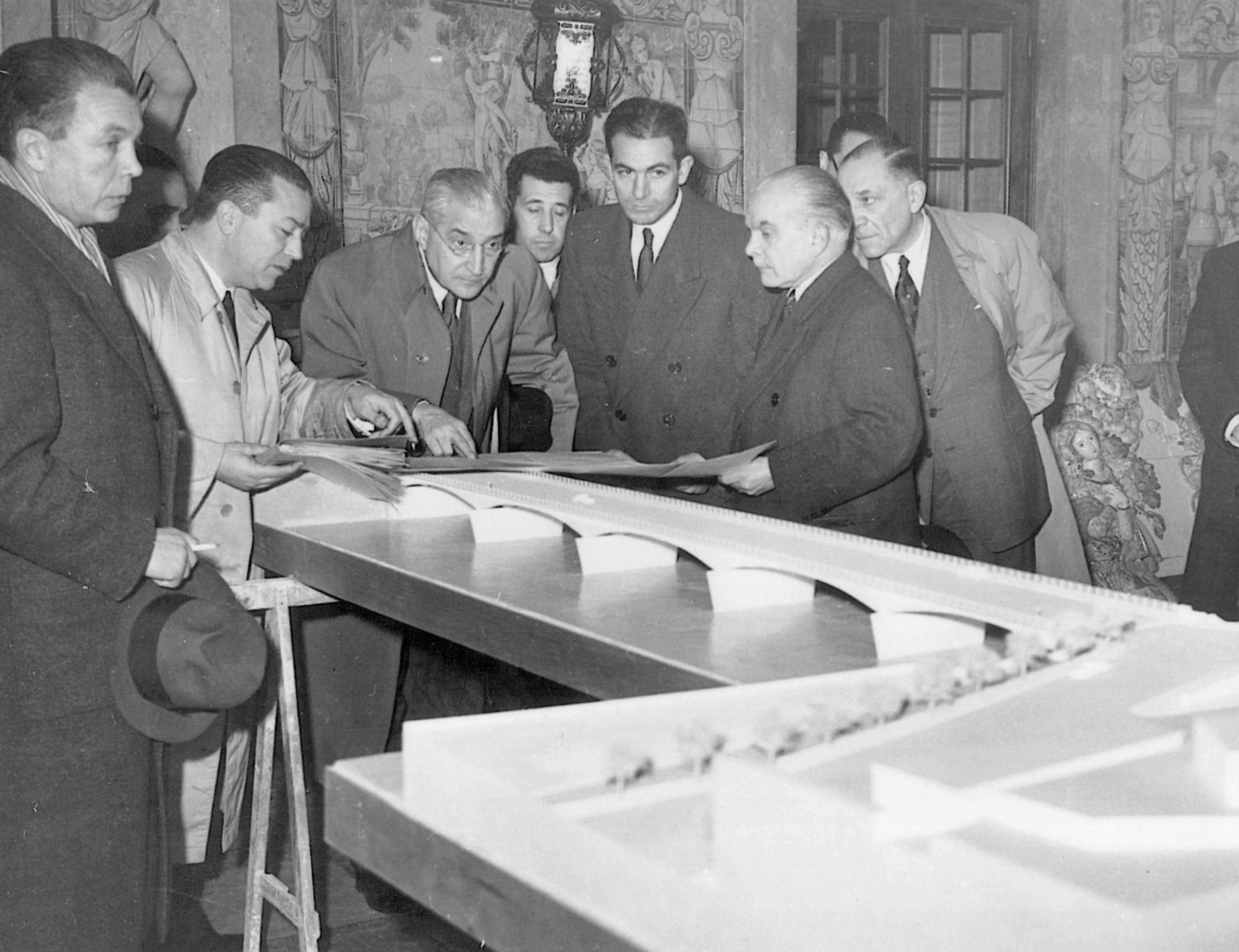
Salazar quan sát mô hình Cầu Santa Clara của Edgar Cardoso ở Coimbra

Vấn đề cấp bách của Bồ Đào Nha vào năm 1926 là khoản nợ công khổng lồ. Salazar vài lần từ chối làm bộ trưởng tài chính, lấy lý do sức khỏe kém, chăm sóc cha mẹ già và thích lối sống nghiên cứu ẩn dật. Năm 1927, Sinel de Cordes được bổ nhiệm làm bộ trưởng tài chính, nhưng nợ công tiếp tục tăng. Bồ Đào Nha thương lượng vay tiền từ ngân hàng Baring Brothers, có Hội Quốc Liên tán thành, nhưng không thể chấp nhận các điều kiện. Lúc Bồ Đào Nha có nguy cơ phá sản thì Salazar mới chịu ra phục vụ. Ông được Tổng thống tân cử Óscar Carmona bổ nhiệm vào ngày 26 tháng 4 năm 1928. Tuy nhiên, Salazar ra điều kiện Carmona phải cho ông được toàn quyền quyết định tất cả các khoản chi của chính phủ.

Trong vòng một năm, Salazar cân bằng ngân sách, ổn định tỷ giá. Sau khi lập lại kỉ cương đối với chi thu ngân sách nhà nước và thi hành các biện pháp thắt lưng buộc bụng, Bồ Đào Nha lần đầu tiên bội thu ngân sách và tiếp tục bội thu nhiều lần.

Quốc gia thành viên Hiệp hội Mậu dịch tự do châu Âu từ năm 1995
Cựu nước thành viên, hiện tại thành viên Liên minh châu Âu. Bồ Đào Nha gia nhập Cộng đồng Kinh tế châu Âu năm 1986 (hiện tại là Liên minh châu Âu), rời Hiệp hội Mậu dịch tự do châu Âu sau khi làm thành viên sáng lập vào năm 1960.

Từ năm 1950 tới khi Salazar qua đời vào năm 1970, GDP bình quân đầu người tăng 5,7% hàng năm. Đầu thập niên 1960, các chuyên gia kinh tế học, kỹ thuật-công nghiệp được trọng dụng, mở ra thời kỳ phát triển kinh tế mới. Bồ Đào Nha bắt đầu thu hút đầu tư nước ngoài. Nền công nghiệp tiếp tục phát triển trong suốt thập niên 1960. Salazar thi hành chính sách kinh tế mở cửa hơn. Bồ Đào Nha gia nhập Hiệp hội Mậu dịch tự do châu Âu vào năm 1960, Tổ chức Hợp tác và Phát triển Kinh tế vào năm 1961, Quỹ Tiền tệ Quốc tế và Ngân hàng Thế giới. Bồ Đào Nha cũng ký kết Hiệp định chung về thuế quan và thương mại. Xuất khẩu tăng 52%, nhập khẩu tăng 40%. Từ năm 1960 đến năm 1973, GDP tăng trưởng 6,9% hàng năm, sản xuất công nghiệp tăng 9%, tiêu dùng cá nhân tăng 6,5%, tổng vốn cố định tăng 7,8%.
GDP bình quân đầu người của Bồ Đào Nha vào năm 1960, khi Salazar bắt đầu thi hành chính sách kinh tế mở cửa, chỉ bằng 38% trung bình Cộng đồng châu Âu (EC-12). Năm 1968, GDP bình quân đầu người đạt 48% trung bình EC-12. Năm 1973, đạt 56.4%. Nhìn chung, sau thời kỳ đình trệ kinh tế trước năm 1914, rồi thời kỳ hỗn lão của nền Đệ nhất Cộng hòa, nền kinh tế Bồ Đào Nha phục hồi chút ít, rồi tăng trưởng mạnh sau năm 1950, bắt đầu tiến kịp các nước giàu nhất Tây Âu. Sự tăng trưởng kinh tế từ năm 1960 tới năm 1973 tạo cơ hội cho Bồ Đào Nha hội nhập với các nền kinh tế phát triển của Tây Âu, ngay cả khi phải chịu hậu quả của các cuộc chiến tranh đắt đỏ ở các thuộc địa châu Phi. Cá nhân, tổ chức thay đổi xu hướng sản xuất, tiêu dùng nhờ sự di cư, buôn bán, du lịch và đầu tư nước ngoài. Cùng lúc, nền kinh tế ngày càng phức tạp, tạo ra các thách thức kỹ thuật và tổ chức, dẫn tới sự hình thành các nhóm quản lý, nghề nghiệp hiện đại.

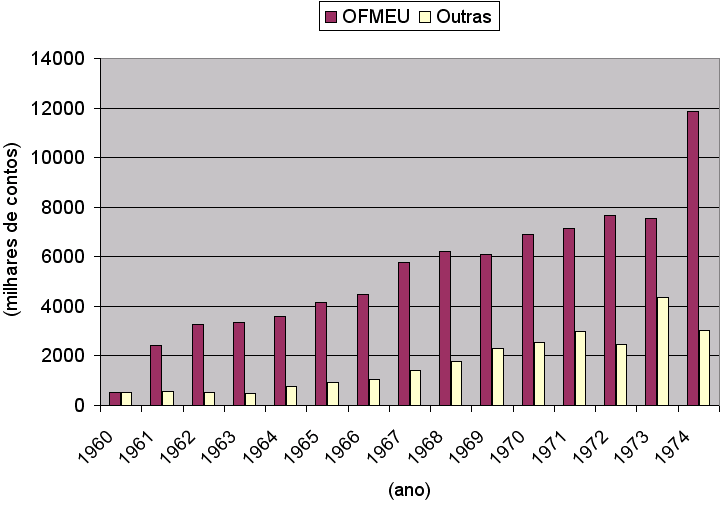
Kinh phí quân sự của Bồ Đào Nha (đỏ) lúc có chiến sự ở các thuộc địa; một conto bằng $1000

Đối với các thuộc địa thì Bồ Đào Nha một mặt dùng quân đội để dẹp loạn, mặt khác khuyến khích người Bồ Đào Nha tới định cư, mở rộng thương mại, trao đổi vốn và quy định đơn vị tiền tệ chung cho cả đế quốc, gọi là Khu vực Escudo để liên kết chặt chẽ hơn về mặt hành chính, kinh tế. Chính quyền đặt thời hạn tháng 1 năm 1964 bỏ thuế quan đối với hàng hóa nhập khẩu từ các thuộc địa. Các thuộc địa thì được tiếp tục áp thuế đối với hàng nhập khẩu từ Bồ Đào Nha, nhưng ở mức thấp hơn, thường là giảm 50% so với mức thuế áp đối với hàng hóa từ ngoài Khu vực Escudo. Nền kinh tế của các thuộc địa bùng nổ, nhất là của Angola và Mozambique.

Các thuộc địa của Bồ Đào Nha dưới nền Nhà nước Mới: Angola và Mozambique là hai thuộc địa lớn nhất

Thủ tướng Marcello José das Neves Caetano đẩy nhanh tiến độ mở cửa nền kinh tế sau khi Salazar bị đột quỵ. Bồ Đào Nha bãi bỏ các quy định giấp phép đối với hầu hết các ngành nghề. Năm 1972, Bồ Đào Nha ký hiệp định tự do thương mại với Cộng đồng châu Âu. Hiệp định quy định Bồ Đào Nha phải bãi bỏ hạn chế đối với hầu hết các hàng hóa nhập khẩu từ Cộng đồng châu Âu trước năm 1980, đối với 10% tổng nhập khẩu gồm những mặt hàng nhất định thì được gia thời hạn năm năm. Từ năm 1960 trở đi, tư cách thành viên Hiệp hội Mậu dịch tự do châu Âu và vốn đầu tư nước ngoài giúp Bồ Đào Nha hiện đại hóa ngành công nghiệp, đa dạng hóa xuất khẩu. Caetano thúc đẩy tăng trưởng kinh tế và cải cách bảo hiểm xã hội như cấp lương hưu cho người lao động nông thôn không có cơ hội tham gia bảo hiểm xã hội. Vài dự án quy mô quốc gia được khởi công như nhà máy lọc dầu ở Sines.
Tuy tư liệu sản xuất tập trung vào một thiểu số tập đoàn tài chính-công nghiệp, nền kinh tế Bồ Đào Nha cho phép các cá nhân trung lưu, có bằng đại học thượng tiến lên các vị trí quản lý chuyên nghiệp. Các công ty lớn, tiên tiến nhất (và được thành lập gần đây nhất) cung cấp cơ hột tốt nhất cho cá nhân được tuyển dựa trên năng lực thay vì quan hệ con ông cháu cha.
Đầu thập niên 1970, sự tăng trưởng kinh tế nhanh chóng và sự gia tăng mức tiêu dùng, nhu cầu xe cộ gây sức ép đối với hạ tầng giao thông vận tải. Chính quyền nhượng quyền 30 năm cho công ty Brisa – Autoestradas de Portugal thiết kế, xây dựng, quản lý, duy trì hệ thống cao tốc hiện đại.
Nền kinh tế của Bồ Đào Nha và các thuộc địa trước thềm Cách mạng Cẩm chướng tăng trưởng mạnh hơn hẳn mức trung bình châu Âu. Sức mua của hộ gia đình tăng. Các xu hướng tiêu dùng mới xuất hiện, thúc đẩy đầu tư vào máy móc mới và tiêu thụ hàng hóa bền, không bền.
Chính sách kinh tế của Nhà nước Mới khuyến khích, tạo điều kiện cho các tập đoàn lớn hình thành. Chính quyền giao một phần lớn nền kinh tế cho một vài tập đoàn. Các tập đoàn đều có mô hình kinh doanh giống như keiretsus và zaibatsus Nhật Bản. Companhia União Fabril (CUF) là một trong những tập đoàn lớn, đa dạng nhất, tập trung kinh doanh trong các lĩnh vực cốt lõi như xi măng, hóa chất, hóa dầu, hóa chất nông nghiệp, vải, bia, thức uống, luyện kim, kỹ thuật hải quân, kỹ thuật điện, bảo hiểm, ngân hàng, giấy, du lịch và khai thác mỏ. Tập đoàn đặt trụ sở ở Bồ Đào Nha, nhưng có các chi nhánh, nhà máy, một vài dự án kinh doanh trên khắp Đế quốc, nhất là ở Angola và Mozambique. Những công ty vừa khác chuyên kinh doanh về vải, gốm sứ, kính và thủy tinh, gỗ kỹ thuật, cá hộp, thực phẩm, du lịch và nông nghiệp. Ngoài ra, đa số người dân trọng nông nghiệp do nhiều gia đình chỉ sinh sống bằng nghề nông hay kiếm thêm thu nhập bằng nông nghiệp, chăn nuôi và lâm sản.
Nền kinh tế của các thuộc địa cũng có mức tăng trưởng ấn tượng từ thập niên 1920 trở đi. Tuy có chiến sự du kích, khủng bố giữa Bồ Đào Nha và các nhóm độc lập, Angola và Mozambique liên tục tăng trưởng kinh tế, vài ngành nghề bùng nổ. Hai nước nổi tiếng quốc tế về dầu, cà phê, bông, hạt điều, dừa, gỗ, khoáng sản (như kim cương), kim loại (như sắt và nhôm), chuối, cam quýt, trà, thùa sợi, bia, xi măng, cá và các hải sản khác, thịt bò và vải. Du lịch cũng là ngành phát triển nhanh ở các thuộc địa châu Phi vì các khu nghỉ dưỡng biển cùng khu bảo tồn động vật hoang dã được xây dựng nhanh mà lại có nhu cầu. Ở Angola thì chống du kích thành công, nhưng ở Mozambique thì ít kiểm soát hơn, ở Guinea thì bế tắc nguy hiểm, nên chính quyền ra các chính sách để có được nguồn tiền bền vững cho chiến tranh. Ngày 13 tháng 11 năm 1972, chính quyền thành lập một quỹ đầu tư quốc gia để tài trợ chiến dịch chống du kích ở các thuộc địa. Ngoài ra, cắt giảm kinh phí quân sự, tăng quân số bằng cách dùng thành viên dân quân không chính quy.
Công đoàn không được thành lập và không có chính sách lương tối thiểu. Tuy nhiên, sự tăng trưởng kinh tế vào thập niên 1960 cải thiện dân sinh của người dân. Các cuộc chiến tranh thuộc địa ở châu Phi bắt đàn ông đi lính, khiến cho phụ nữ đi làm ngày càng nhiều. Chính quyền thúc đẩy tăng trưởng kinh tế và thi hành vài cải cách bảo hiểm xã hội như cấp lương hưu cho người lao động nông thôn không có cơ hội tham gia bảo hiểm. Cải cách có ba mục đích: cải thiện công bằng, giảm mất cân đối ngân sách, rủi ro và tăng hiệu năng của nền kinh tế. Đóng góp bảo hiểm xã hội ít bóp méo thị trường và tiền tiết kiệm từ quỹ lương hưu được đem đầu tư vào nền kinh tế. Năm 1969, chính quyền công nhận công đoàn độc lập đầu tiên kể từ thập niên 1920.

## Giáo dục

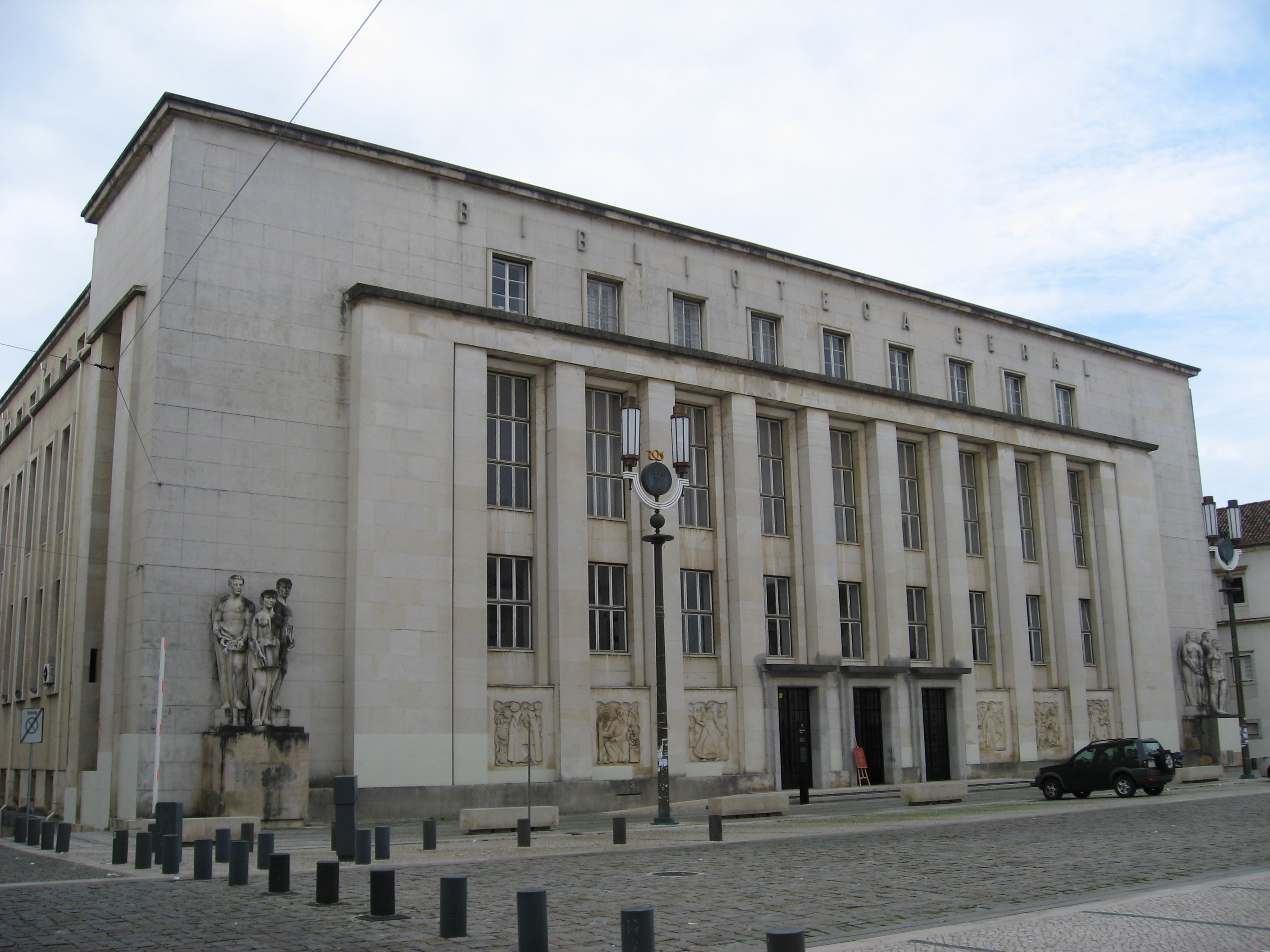
Tòa nhà chính Thư viện tổng hợp Đại học Coimbra, khánh thành năm 1962, ở khuôn viên Alta Universitária, Coimbra

Đệ nhất Cộng hòa đặt giáo dục vào hàng quốc sách, nhưng số liệu cho thấy Nhà nước Mới thành công hơn trong việc phổ cập giáo dục tiểu học, xóa mù chữ. Tỷ lệ biết chữ của trẻ em từ 7 đến 14 tuổi chỉ tăng từ 26% vào năm 1911 tới 33% vào năm 1930 dưới nền Đệ nhất Cộng hòa, trong khi tăng tới 56% vào năm 1940, 77% vào năm 1950 và 97% vào năm 1960. Từ năm 1930 đến 1940, số trường tiểu học tăng từ 27.000 tới 40.000.

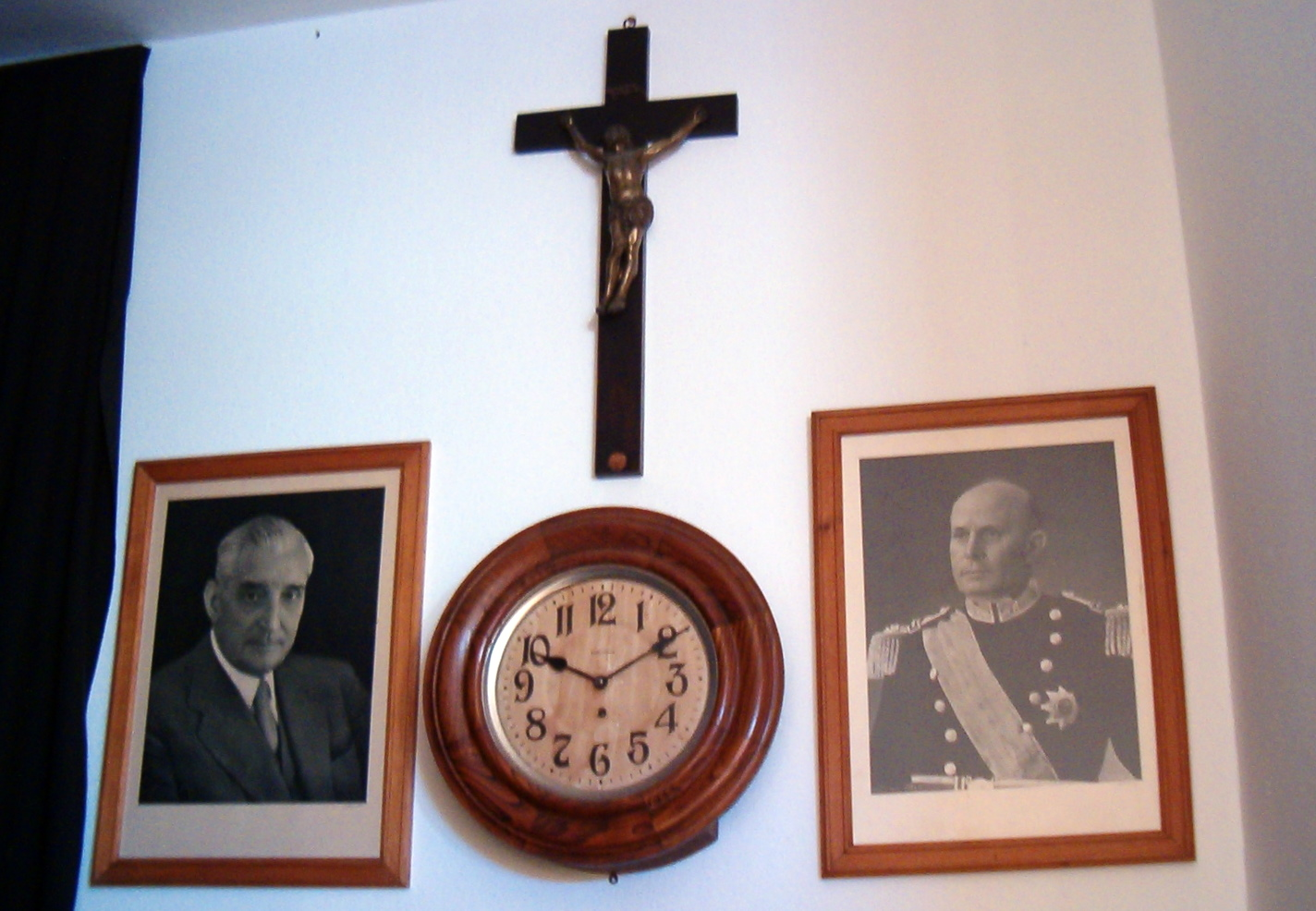
Các yếu tố bắt buộc trong trường tiểu học trong thời kỳ Nhà nước Mới: cây thánh giá và hai bức ảnh Salazar và Américo Tomás

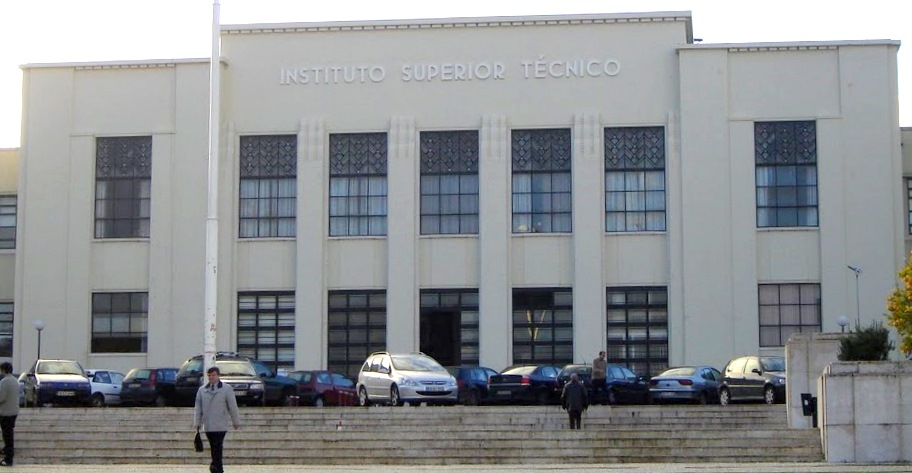
Instituto Superior Técnico, trường kỹ thuật nổi tiếng và lớn nhất ở Bồ Đào Nha, khánh thành năm 1937

Năm 1952, chính quyền bắt đầu dứt điểm xóa nạn mù chữ, cho mọi trẻ em tuổi đi học đến trường. Quy định pháp luật được thực hiện nghiêm ngặt, bao gồm phạt tiền cha mẹ không cho con tới trường. Cuối thập niên 1950, nạn mù chữ trẻ em tuổi đi học hầu như biến mất.
| Tỷ lệ biết chữ   | 1900 | 1911 | 1920 | 1930 | 1940 | 1950 | 1960 |
| ---------------- | ---- | ---- | ---- | ---- | ---- | ---- | ---- |
| Trẻ em 7-14 tuổi | 20%  | 26%  | 31%  | 33%  | 56%  | 77%  | 97%  |

Thập niên 1960, Bồ Đào Nha thành lập trường đại học ở Angola và Mozambique, công nhận Đại học Công giáo Bồ Đào Nha và thành lập một loạt các trường đại học quốc gia trên cả nước. Ngoài ra, hai trường đại học Lisboa và Coimbra lâu đời được mở rộng, hiện đại hóa, cơ sở, khuôn viên mới được xây dựng.

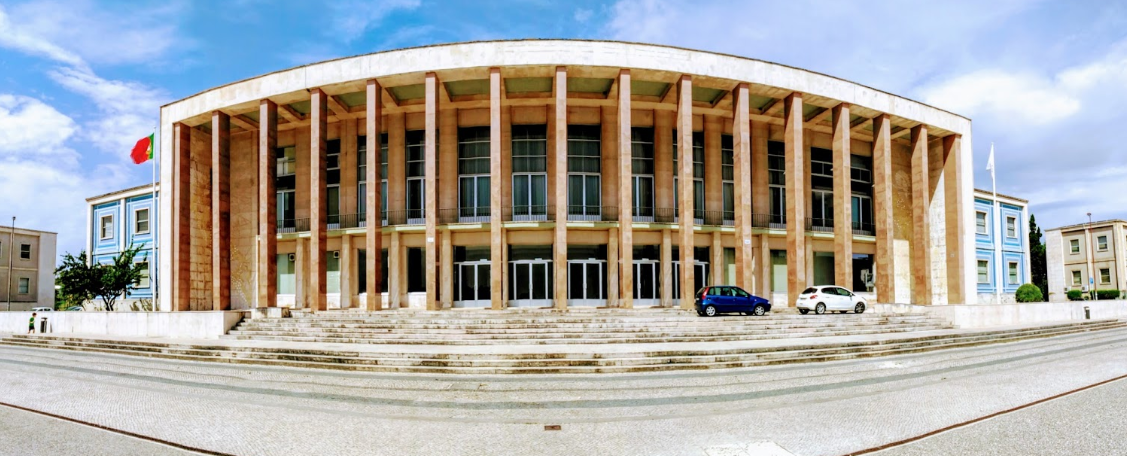
Khuôn viên Đại học Lisboa

Từ thập niên 1960 tới trước Cách mạng Cẩm chướng, có sự đầu tư mạnh vào nền giáo dục trung học và đại học. Giáo dục trung học, đại học có tỷ lệ phát triển nhanh nhất trong lịch sử giáo dục của Bồ Đào Nha. Tuy nhiên, nền giáo dục vẫn kém phát triển hơn những nước khác do từ đầu không được chú trọng. Nền giáo dục trung học chỉ được phổ cập vào cuối thập niên 1970, cho nên tuy tỷ lệ mù chữ đã giảm, nhưng tỷ lệ biết chữ vẫn kém hơn hầu hết các nước phát triển.
Egas Moniz, vị bác sĩ người Bồ Đào Nha phát minh phương pháp chụp mạch máu não và phẫu thuật thùy não được Giải Nobel Sinh lý học hoặc Y học vào năm 1949. Ông là người Bồ Đào Nha duy nhất đắc giải Nobel về khoa học.

## Chế độ sụp đổ

Huy hiệu Ấn Độ thuộc Bồ Đào Nha

Huy hiệu Angola thuộc Bồ Đào Nha

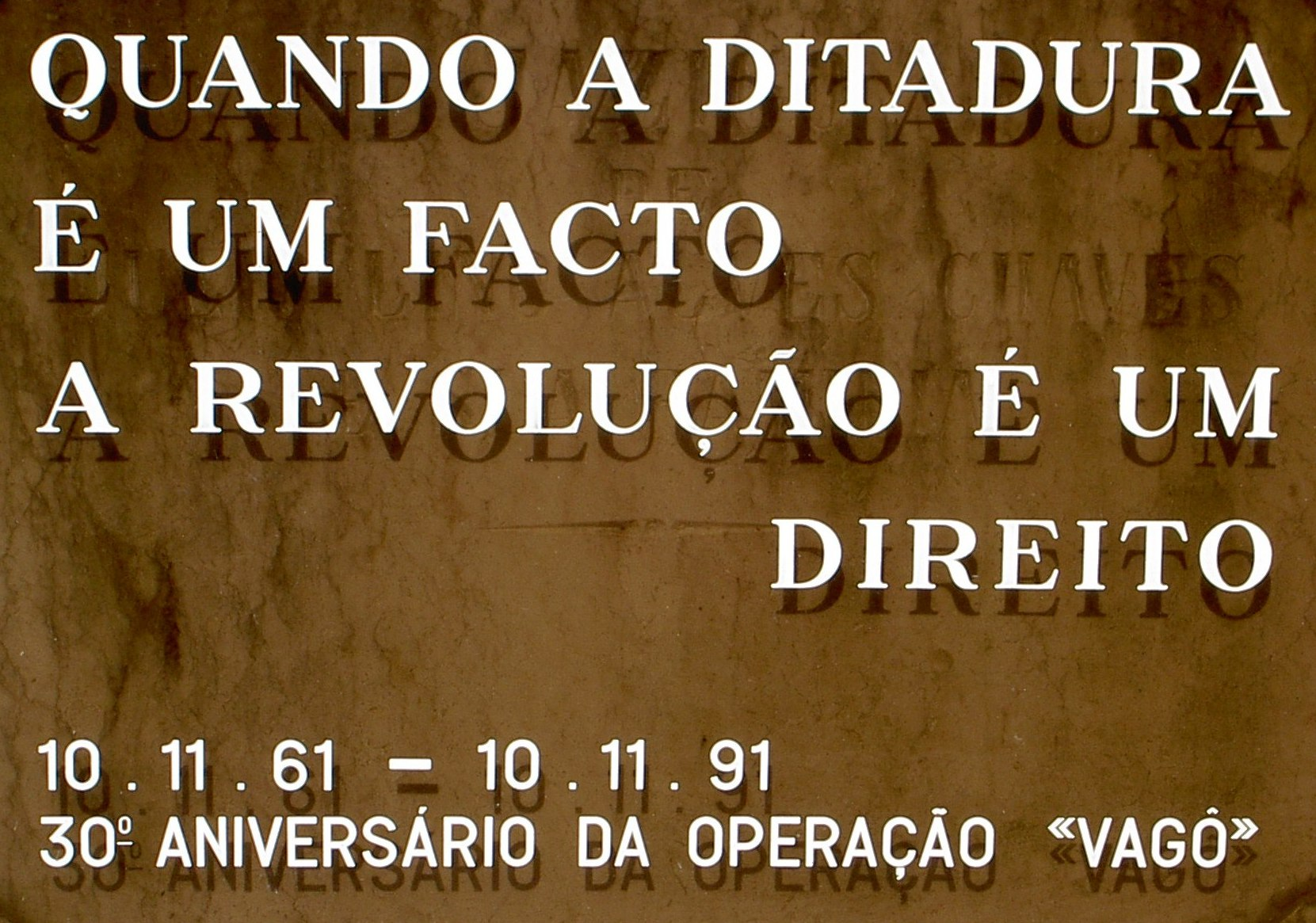
Bia kỷ niệm Chiến dịch Vagô ở một nhà thờ tại Lisboa, là kế hoạch dùng một chiếc máy bay TAP phân phát tờ rơi tuyên truyền chống chế độ ở vài thành phố vào năm 1961. Dòng chữ ghi: "Hễ có độc tài thì cách mạng tất là quyền".

Huy hiệu Guiné thuộc Bồ Đào Nha

Huy hiệu Mozambique thuộc Bồ Đào Nha

Huy hiệu Timor thuộc Bồ Đào Nha

Năm 1947, Ấn Độ giành được độc lập, đánh dấu ngày tàn của Đế quốc Bồ Đào Nha ở Tiểu lục địa Ấn Độ. Năm 1954, người dân thuộc địa Dadra và Nagar Haveli được Ấn Độ giúp cướp chính quyền từ Bồ Đào Nha, sau gia nhập Ấn Độ. Tháng 12 năm 1961, Bồ Đào Nha buộc phải rút khỏi các thuộc địa Goa, Daman và Diu sau khi Quân đội Ấn Độ buộc quân Bồ Đào Nha đóng ở thuộc địa phải đầu hàng. Chính quyền Bồ Đào Nha từ chối thừa nhận chủ quyền của Ấn Độ đối với lãnh thổ bị sáp nhập; chính thức thì các thuộc địa đó vẫn có đại biểu trong Quốc hội. Năm 1961, Cộng hòa Dahomey chiếm Pháo đài São João Baptista de Ajudá của Bồ Đào Nha. Thập niên 1960, các phong trào độc lập ở Angola, Mozambique và Guinea nổi lên đấu tranh vũ trang. Hoa Kỳ và Liên Xô đều ủng hộ độc lập để tiêu diệt các đế quốc cũ mà mở rộng thế lực của mình.
Đối với Bồ Đào Nha thì các thuộc địa là vấn đề quyền lợi quốc gia. Chính quyền bác bỏ chỉ trích phân biệt đối xử về chủng tộc ở các thuộc địa châu Phi, cho rằng người châu Phi sẽ được Tây hóa và đồng hóa. Chiến sự ở các thuộc địa không được người dân Bồ Đào Nha ủng hộ, lại đắt đỏ, cô lập Bồ Đào Nha trên trường quốc tế. Nhiều người ngờ chế độ không tồn tại được lâu. Tuy có ưu thế nhờ lính nhảy dù và đặc công, nhưng Bồ Đào Nha bị cấm vận vũ khí và những lệnh trừng phạt khác, quân du kích thì được nước ngoài giúp đỡ mà cơ động hơn, có thể gây tổn thất lớn cho quân Bồ Đào Nha. Tình hình thêm trầm trọng bởi Salazar lâm bệnh vào năm 1968. Marcelo Caetano, một trong những cố vấn quan trọng nhất của ông kế nhiệm, cố từ từ lập lại dân chủ, nhưng bất thành. Salazar qua đời vào năm 1970.
Năm 1973, mục sư Anh Adrian Hastings gây bão dư luận bằng bài viết phóng sự trong tờ báo The Times về Vụ thảm sát Wiriyam, tiết lộ rằng quân đội Bồ Đào Nha giết hại 400 người ở làng Wiriyamu gần Tete, Mozambique vào tháng 12 năm 1972. Tờ báo in bài phóng sự một tuần trước khi Marcelo Caetano công du Anh để kỉ niệm tròn 600 năm ngày thành lập Liên minh Anh-Bồ Đào Nha. Sau khi bài phóng sự được xuất bản, Bồ Đào Nha ngày càng bị cô lập trên trường quốc tế. Sự việc thường được coi là một nhân tố gây cuộc Cách mạng Cẩm chướng.
Chiến sự buộc Bồ Đào Nha phải chi nhiều ngân sách hơn cho chính quyền thuộc địa và quân đội. Trên trường quốc tế thì Bồ Đào Nha ngày càng bị cô lập. Trong nước thì chiến sự trở thành điểm chung cho các lực lượng chống chính quyền. Các nhà hoạt động đối lập trẻ như sinh viên cấp tiến và nhà hoạt động phản chiến buộc phải trốn ra nước ngoài để tránh bị bỏ tù hay bắt đi lính. Tuy nhiên, cũng có ba thế hệ sinh viên cực bảo thủ, quá khích dưới nền giáo dục Bồ Đào Nha, một phần chịu sự ảnh hưởng của tư tưởng tân phát xít ngầm ở châu Âu, kiên trì bảo vệ đế quốc của Bồ Đào Nha.
Đầu thập niên 1970, chiến sự tiếp diễn, kinh phí không ngừng tăng. Tuy thương vong khá ít, chiến sự đã bước sang thập niên thứ hai. Quân đội Bồ Đào Nha không còn đủ quân lực. Không hề có giải pháp dàn xếp chấm dứt chiến tranh. Bồ Đào Nha bị cộng đồng quốc tế lên án, ngày càng trở nên cô lập. Hàng nghìn trai tráng ra nước ngoài để trốn quân dịch, phần lớn trốn tới Pháp và Hoa Kỳ.
Ngày càng nhiều người dân Bồ Đào Nha phản đối chính sách chiến tranh của chính quyền do kinh phí mỗi ngày một tăng. Nhiều người gốc Bồ Đào Nha ở các thuộc địa sẵn lòng chấp nhận độc lập nếu được bảo đảm các quyền lợi kinh tế. Bất kể các cuộc phục kích rải rác trên khắp miền nông thôn của quân du kích, nền kinh tế của Angola và Mozambique vẫn tăng trưởng mạnh: thành thị được mở rộng và phát đạt, hạ tầng giao thông vận tải được xây dựng để liên kết dải ven biển đô thị hóa cao với các khu vực xa xôi trong nội địa, số người gốc Bồ Đào Nha định cư tăng nhanh chóng (nhưng chỉ luôn là thiểu số  ở các thuộc địa).
Ngày 25 tháng 4 năm 1974, một nhóm sĩ quan cấp tiến gây binh biến lật đổ Nhà nước Mới. Caetano từ chức, bị tạm giam ở Madeira vài ngày trước khi lưu vong ở Brasil. Nhóm sĩ quan thành lập Chính phủ Cứu quốc làm chính phủ lâm thời. Nguyên do là một sắc luật quy định thành viên dân quân mà hoàn thành khóa huấn luyện ngắn và phục vụ ở các thuộc địa thì có thể được phong quân hàm cùng cấp như sinh viên tốt nghiệp trường quân đội. Chính quyền ra chính sách (bao gồm vài cải cách khác) để tăng quân số tham gia chống du kích ở các thuộc địa châu Phi, cùng lúc cắt giảm kinh phí quân sự để cân bằng ngân sách nhà nước bội chi. Cấp đại úy phản đối chính sách mới, được sĩ quan tốt nghiệp các trường quân đội ủng hộ. Kết quả của cuộc Cách mạng Cẩm chướng là lập lại dân chủ ở Bồ Đào Nha, chấm dứt các cuộc chiến tranh thuộc địa. Đế quốc Bồ Đào Nha đã hoàn toàn sụp đổ vào cuối năm 1975.

## Hậu quả
Bồ Đào Nha trải qua thời kỳ hỗn loạn, tê liệt chính quyền giống như nền Đệ nhất Cộng hòa. Các chính phủ lâm thời cũng có lúc kiểm duyệt báo chí và giam giữ nhà đối lập. Nhà sử học Kenneth Maxwell nhận định, Bồ Đào Nha trong thời kỳ lập lại dân chủ giống nhất với Nicaragua. Chế độ Franco của Tây Ban Nha cân nhắc xâm lược Bồ Đào Nha để trừ cái họa cộng sản tiềm ẩn của Cách mạng Cẩm chướng.
Cả hai phe cấp tiến lẫn bảo thủ đều không thắng thế. Tuy nhiên, những phần tử cộng sản, xã hội chủ nghĩa giữ quyền trong vài tháng trước cuộc bầu cử. Đảng Cộng sản Bồ Đào Nha vẫn giữ lập trường theo Stalin và không chịu cải cách như các đảng cộng sản khác ở các nước Tây Âu.
Sau khi Bồ Đào Nha rút quân, chấp nhận yêu sách độc lập thì phe cộng sản lên nắm quyền ở Angola và Mozambique, khiến cho hơn một triệu người Bồ Đào Nha phải bỏ về nước. Năm 1975, tất cả các thuộc địa châu Phi của Bồ Đào Nha đều được độc lập và Bồ Đào Nha tổ chức cuộc bầu cử dân chủ đầu tiên trong 50 năm. Chính phủ lâm thời cầm quyền cho tới cuộc bầu cử Quốc hội năm 1976.
Đối với Bồ Đào Nha và các thuộc địa cũ, đây là thời kỳ rất khó khăn, nhưng nhiều người cảm thấy các hậu quả ngắn hạn rất đáng khi có lại được quyền công dân. Bồ Đào Nha kỷ niệm Cách mạng Cẩm chướng vào ngày 25 tháng 4 mỗi năm, là ngày lễ quốc gia.